# جین ها
جین‌ ها (انگلیسی: Jin Ha) بازیگر کره‌ای‌الاصل اهل ایالات متحده آمریکا است.
از فیلم‌ها یا مجموعه‌های تلویزیونی که وی در آن نقش داشته‌است، می‌توان به توسعه دهندگان اشاره کرد.